# Antonín Pfeffer
Antonín Pfeffer (15. ledna 1904 Veselí nad Lužnicí – 19. února 1997 Praha) byl český entomolog, lesnický odborník a spisovatel.

## Život
Po maturitě absolvoval lesnickou fakultu ČVUT a přírodovědnou fakultu UK v Praze (1926). V roce 1924 působil jako asistent prof. Julia Komárka ve Výzkumném ústavu pro ochranu lesů. Zde se zabýval kalamitou obaleče modřínového v Krušných horách. Titul doktora přírodních věd získal v roce 1932, habilitoval v roce 1936 na LF v Praze, profesorem se stal v roce 1938. Byl zakladatelem moderních metod ochrany lesa v podmínkách vlivu civilizace, znalcem kůrovců, autorem a spoluautorem mnoha vědeckých prací, popularizačních článků a publikací.

## Odborná působnost
- pedagog – VŠ profesor ochrany lesa (1938–1964)
- vedoucí katedry ochrany lesa a zoologie (1960–1965) na ČZU
- ředitel Ústavu pro tvorbu a ochranu krajiny ČSAV (1963–1971)
- zakládající člen Zoologické společnosti v roce 1927
- byl členem:
  - České společnosti entomologické (Československé společnosti entomologické) od 1921, místopředseda (1966–1974) a předseda (1975–1985).
  - Učené společnosti Šafaříkovy v Bratislavě
  - Masarykovy akademie práce od roku 1935, zde generální tajemník (1947–1955)
  - Zemědělské akademie (1938–1955).

## Hlavní díla
- Lesnická zoologie, 2.díly (SZN Praha,1954)
- Ochrana lesů a dřeva. 1954, SNTL
- Kůrovci (1955)
- Ochrana lesů – Kůrovci – Scolytoidea (SZN Praha,1961 – Pfeffer a kol.)
- Životní prostředí (se Zd. Madarem, 1973)
- Kniha o kůrovcích ve Švýcarsku (1997)

## Ocenění
- Medaile sjezdu taxonomů střední Evropy v Mnichově 1994 za celoživotní dílo;
- Čestný doktorát LDF Mendlovy zemědělské a lesnické univerzity v Brně – 1995